# Кристалл-Юниор
«Кристалл-Юниор» — молодёжная хоккейная команда из города Саратов, Саратовская область. Основана в 2011 году. С сезона 2015/2016 выступает в НМХЛ. Является фарм-клубом команды «Кристалл» Саратов (из ВХЛ).

## История
В 2011 году «Кристал-2» переименован в «Кристалл-Юниор». В сезоне 2011-12 года команда заявлена во второй дивизион МХЛ (дивизион «Центр»).
По словам председателя областной федерации хоккея Александра Силкина:
В команде не будет теперь возрастных игроков, на фоне которых молодёжь не всегда имела возможность себя показать. 
22 сентября 2011 года в своём первом в истории матче МХЛ в Ледовом дворце «Кристалл» хоккеисты «Кристалла-Юниор» принимали «Стальных Львов» из Челябинска. Саратовцы уступили соперникам со счетом 3:8. Во втором матче саратовский коллектив одержал первую победу — 3:2 (по буллитам). В третьем матче в серии «Кристалл-Юниор» уступил «Стальным Львам» — 3:4.
13, 15 и 16 октября в Перми саратовцы играли против «Октана». Первые в истории саратовского хоккея выездные матчи Молодёжной хоккейной лиги были отмечены скандалом. У команды не нашлось нужного количества шлемов одного цвета, и ряд игроков не допустили на лёд. Остальные играли, меняясь головными уборами в промежутках между сменами. Только в третьей игре состав команды стал полным: шлемы тёмного цвета просто покрасили белой краской. Все три матча «Кристалл-Юниор» проиграл 2:8, 4:9 и 5:13.

## Руководство и тренерский штаб
- Президент: Динес Владимир Александрович
- Главный тренер: Кровяков Сергей Викторович
- Старший тренер: Осипов Дмитрий Львович
- Тренер: Кривоножкин Алексей Александрович
- Тренер-врач: Хвалёв Сергей Владимирович

## Статистика и достижения
| Регулярный чемпионат | Регулярный чемпионат | Регулярный чемпионат | Регулярный чемпионат | Регулярный чемпионат | Регулярный чемпионат | Регулярный чемпионат | Регулярный чемпионат | Регулярный чемпионат | Регулярный чемпионат | Регулярный чемпионат | Регулярный чемпионат | Плей-офф      | Плей-офф      | Плей-офф      | Плей-офф      | Плей-офф      | Плей-офф      | Плей-офф      | Плей-офф      | Плей-офф      | Плей-офф      | Плей-офф      |
| Сезон                | И                    | В                    | ВО                   | ВБ                   | П                    | ПО                   | ПБ                   | ГЗ                   | ГП                   | О                    | Штр                  | И             | В             | ВО            | ВБ            | П             | ПО            | ПБ            | ГЗ            | ГП            | Штр           |               |
| Первенство МХЛ       |                      |                      |                      |                      |                      |                      |                      |                      |                      |                      |                      |               |               |               |               |               |               |               |               |               |               |               |
| 2011-2012            | 36                   | 3                    | 1                    | 2                    | 26                   | 0                    | 4                    | 68                   | 167                  | 19                   | 595                  | Не участвовал | Не участвовал | Не участвовал | Не участвовал | Не участвовал | Не участвовал | Не участвовал | Не участвовал | Не участвовал | Не участвовал | Не участвовал |

## Участники Кубка Поколения
| Игрок             | Год  |
| ----------------- | ---- |
| Дмитрий Шакамиров | 2012 |

## Арена
Домашние игры хоккейный клуб «Кристалл» проводит в ледовом дворце спорта «Кристалл», вмещающем более 5 тысяч зрителей. Ледовый дворец был введён в эксплуатацию к сезону 1969/70.
Ледовый дворец находится по адресу: г. Саратов, ул. Чернышевского, 63. Телефон +7 (8452) 20-64-00